# Baélls
Baélls (katalanisch Baells) ist eine Gemeinde der Provinz Huesca in der Autonomen Gemeinschaft Aragonien in Spanien. Sie liegt im Norden der Comarca La Litera. Die im Pyrenäenvorland am Bach Requé, einem Zufluss des Noguera Ribagorzana, gelegene Gemeinde gehört zur katalanischsprachigen Franja de Aragón.

## Gemeindegliederung
Die Gemeinde umfasst die Ortschaften:
- Baélls
- Nacha
- Zurita

## Bevölkerung
| 1900 | 1910 | 1930 | 1940 | 1950 | 1960 | 1970 | 1978 | 1991 | 1996 | 2001 | 2004 | 2008 |
| ---- | ---- | ---- | ---- | ---- | ---- | ---- | ---- | ---- | ---- | ---- | ---- | ---- |
| 727  | -    | -    | -    | 483  | -    | -    | 258  | 171  | 160  | 144  | 134  | 124  |

## Sehenswürdigkeiten
- Burg (Castillo)
- Befestigter Palast im Ort

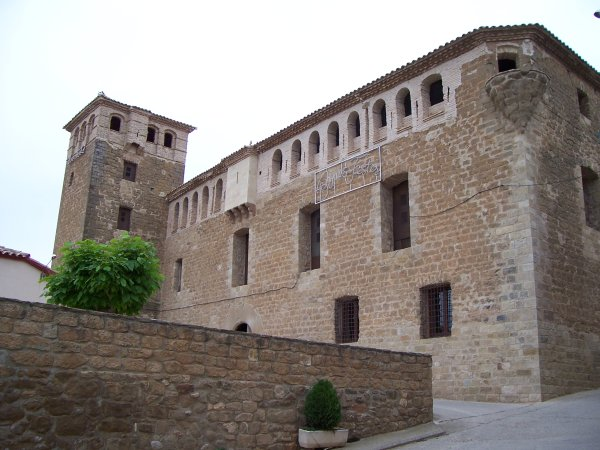
Palast

- Barocke Pfarrkirche Nuestra Señora Assunta
- Romanische Kirche San Nicolás in Nachá
- Barocke Pfarrkirche von Zurita
- Einsiedelei San Toribio (18. Jahrhundert)

## Persönlichkeiten
- der in Saragossa tätige Bildhauer José Ramirez de Arellano (ca. 1705–1770)